# Roberto Santillo
Roberto Santillo (Palermo, 24 gennaio 1962) è un fumettista italiano.

## Biografia
Dopo aver frequentato il Liceo Artistico e l'Accademia di Belle Arti di Palermo, termina gli studi a Roma.
Nel dicembre 1988, andò a Milano e incoraggiato da Giovan Battista Carpi e Romano Scarpa (due disegnatori Disney) si iscrisse alla scuola per disegnatori patrocinata dalla Walt Disney Company Italia.
Dal 1990 collaborò al progetto disegnando, fra le altre storie, Paperinik e il tempio indiano. Da DuckTales prese spunto per alcuni episodi, scrisse anche per il tascabile statunitense Disney Adventures (1990-1992) e disegnò molte copertine dei più famosi fumetti disneyani italiani.
Divenne responsabile dell'Accademia Disney nel 1993.

## Storie disegnate
- Cip & Ciop e il paese delle uova di Pasqua (aprile 1990)
- Paperinik e il tempio indiano (aprile 1990)
- Topolino - Il principe e il povero (novembre 1990)
- Duck Tales - Gaia e il terribile robo paper (dicembre 1990)
- Topolino all'inseguimento dell'anacronismo multiuso (giugno 1991)
- Zio Paperone e il fantasma dei piedi gialli (settembre 1991)
- La Sirenetta e la videocassetta di Natale (dicembre 1991)
- Duck Tales - Dime Crime (febbraio 1992) - Inedita in Italia
- Duck Tales - La maledizione della pasta di pane (maggio 1992)
- Topolino e il rompicapo dell'inesauribile (giugno 1992)
- Pippo in: Come si diventa detective (febbraio 1993)
- Zio Paperone e i lavaocchiali da strapazzo (marzo 1993)
- Zio Paperone, Brigitta e il tesoro... a bivi (marzo 1993)
- Topolino e la sfida del 2000 (marzo 1994)
- Archimede e la finestra del tempo (marzo 1994)